# Рехман, Вахида
Вахида Рехман (англ. Waheeda Rehman; род. 14 мая 1936, Ченгалпатту, Мадрасское президентство, Британская Индия) — индийская киноактриса. Снялась в более 80 фильмах на хинди, телугу и тамильском языках. Лауреат Filmfare Awards и Национальной кинопремии. Награждена правительственными наградами Падма Шри и Падма Бхушан.

## Биография
Вахида Рехман родилась 14 мая 1936 (по другим данным, 1939) года в Ченгалпатту (ныне территория штата Тамилнад). Её отец был офицером Индийской административной службы,
мусульманином по вероисповеданию. Помимо неё в семье было ещё три дочери. Когда семья переехала в Джайпур, Вахида посещала школу при монастыре Святого Иосифа. Родители позволили ей и её сестре Саиде изучать классический танец бхаратнатьям, хотя в то время это не приветствовалось. После того как её отец скончался в 1948 году, Рехман получила первое предложение сняться в кино, но её мать отказалась. Вахида убедила мать дать согласие, когда ей предложили принять участие в танцевальном номере фильма «Rojulu Marayi». В этот момент ей было всего 15 лет. Её мать ушла из жизни перед её дебютом в Болливуде в 1955 году.
У Вахиды Рехман был продолжительный роман с режиссёром Гуру Даттом, который начался во время съёмок фильма «Жажда». Они расстались после провала их совместного фильма «Господин, госпожа и слуга» на Берлинском кинофестивале в 1963 году. Предполагаемыми причинами их личного и профессионального отдаления были также женатый статус Гуру Датта и успех Вахиды в фильмах других режиссёров.
27 апреля 1974 года Вахида Рехман вышла замуж за актёра Шаши Рекхи (сценическое имя Камалджит) с которым познакомилась на съёмках фильма «Зачарованная» в 1964 году. Пара устроила скромную церемонию никах в доме Вахиды в Бандре, а через семь лет после свадьбы они переехали на ферму в Бангалор. У них родилось двое детей — сын Сохейл (род. 1975) и дочь Кашви (род. 1976). 21 ноября 2000 года Шаши умер после продолжительной болезни.
В 1987 году, когда её дети отправились учиться в школу, Вахида вместе со своей подругой Ашарафой Саттар занялась производством сухих завтраков и организовали фабрику «Good Earth Foods». Так как в связи с болезнью мужа Рехман переехала в Мумбаи, в 2005 году она продала своё дело компании «Avestha Gengraine Technologies». С 2000 года Вахида Рехман является послом доброй воли общественной организации «Pratham», занимающейся вопросами детского образования.
Киноисторик Насрин Мунни Кабир заявила, что собирается написать книгу о Вахиде Рехман. Дочь Рехман, Кашви, рассказала, что «Книга планируется как расширенное интервью с мамой, с забавными фактами о её фильмах».

## Карьера
Свои первые роли Вахида Рехман сыграла в телугуязычных фильмах Jayasimha и Rojulu Marayi (оба 1955). Последний из них стал хитом во многом благодаря её танцевальному номеру. На вечеринке по случаю успеха фильма её заметил режиссёр Гуру Датт
и позднее пригласил в Бомбей. Начало её карьеры Болливуде практически полностью состоит из фильмов, в которых Гуру Датт был продюсером, режиссёром либо актёром. Он был продюсером «Детектива» (1956) Раджа Хослы, её первого фильма на хинди с Девом Анандом в главной роли. Эта роль не была главной, как и её предыдущие, но исполнение песни «Kahin pe nigahen», когда она старается соблазнить злодея и дать возможность герою скрыться, позволило ей продемонстрировать необыкновенную подвижность лица и талант танцовщицы.
Ей первой главной ролью стала проститутка Гулабо в фильме Гуру Датта «Жажда» (1957). После Вахида Рехман снялась ещё в нескольких его фильмах, в числе которых «Бумажные цветы» (1959), «Луна 14-й ночи» (или «Полная луна») и «Господин, госпожа и слуга» (1962).
Помимо Гуру Датта, Вахида прекрасно сработалась с Девом Анандом. После «Детектива» пара выпустила такие хиты, как «Шестнадцатый год» (1958) и «Чёрный рынок» (1960). Продюсером последнего фильма был сам Дев Ананд (компания Navketan Films), а режиссёром — младший брат Дева — Виджай Ананд. В фильме также снимался старший брат Дева — Четан Ананд (в результате чего фильм стал единственным, где встретились сразу трое братьев Анандов). Однако их партнёрство достигло зенита с фильмом «Святой» (в другом переводе «Экскурсовод», 1965). Здесь она сыграла Рози — танцовщицу, которая уходит от властного нелюбимого мужа к молодому симпатичному экскурсоводу. Было много сомнений по поводу того, примут ли зрители такую героиню, но Вахида решилась на риск. И именно этот фильм принёс ей первую Filmfare Award за лучшую женскую роль. Роль Рози Вахида Рехман считает лучшей в своей карьере.
В этот же период Вахида работала с Сатьяджитом Раем в «Поездке» (1962) в паре с Сумитрой Чаттерджи. В фильме она должна была говорить на ломаном бенгали, потому что её персонаж, Гулаби, живёт на границе Бангладеш. Так как актриса не знала бенгальского языка, режиссёр раздобыл для неё записи диалогов и позволил попрактиковаться.
Одно из ярчайших проявлений её таланта состоялось в 1967 году в «Третьей клятве» Басу Бхаттачарии, где главную мужскую роль исполнил Радж Капур. Ранее они уже снимались вместе в «Одно сердце — сотня горестей». В «Третьей клятве» Вахида Рехман играет Хиру Бай, певицу и танцовщицу, добирающуюся в крытой арбе героя Раджа Капура на ярмарку, где она планирует выступить. Путь в повозке занимает тридцать часов, но для героев они пролетают в один миг. Её героиня, раскрепощённая исполнительница театра наутанки, сначала смущена, а затем очарована невинным покровительством и рыцарством главного героя. Играя актрису и танцовщицу, Рехман сумела показать своё поразительное танцевальное мастерство в целом ряде сценических номеров. Однако наибольшее впечатление производит её тончайшая игра в лирических и драматических сценах. Мукул Кесаван написал в статье для The Telegraph (Калькутта), что «её бесподобная способность играть персонажей, которые живут на или за строго охраняемой в хинди кино границей респектабельности, никогда не была лучше выражена».
В 1967 году ей предложили заменить Виджаянтималу на съёмках фильма «Рам и Шиам» с Дилипом Кумаром. Фильм имел коммерческий успех, и за эту роль она была номинирована на Filmfare второй раз, но премию не выиграла. Её третью номинацию и вторую статуэтку Filmfare Award за лучшую женскую роль она получила за игру в фильме «Голубой лотос» (1968). В четвёртый раз Вахида была номинирована на Filmfare после фильма «Молчание» (1969), где она исполнила роль медсестры в клинике для душевнобольных, куда помещают героя Раджеша Кханны.
В 1972 году она получила Национальную кинопремию за роль в ленте «Решма и Шера» (1971), истории раджастанских Ромео и Джульетты, снятой среди песков пустыни в модной тогда на Западе эстетике спагетти-вестерна. Здесь её партнёром бы Сунил Датт, вместе с которым они ранее снимались в «Позвольте мне жить» (1963) и Kohra (1964). На съёмках Вахиде и другим актёрам пришлось работать в тяжёлых условиях. Съёмочная группа несколько месяцев жила посреди пустыни в палатках, а в одной сцене Рехман должна была стоять босиком на солнце в течение часа без какого-либо зонтика, без воды, когда температура была близка к 40-45 °C.
С конца 1970-х годов, после того как в Phagun (1973) она сыграла мать Джаи Бхадури, ей стали предлагать лишь второстепенные роли матерей. Вахида Рехман играла мать Амитабха Баччана пять раз (причём, в двух случаях Амитабх играл одновременно отца и сына, так что Вахида приходилась его персонажам и женой, и матерью в одном фильме).
В 1980-х и 90-х годах, она принимала всё меньше и меньше предложений о съёмках, занимаясь сначала воспитанием детей, а затем маркетингом своего бренда хлопьев и проводя свои дни на ферме в Бангалоре. После выхода фильма «Мгновения любви» (1991), Вахида покинула кинематограф и вернулась к съёмкам только через 11 лет в 2002 году, снявшись в фильмах «Душевная близость» (2002), «Вода» (2005), «Цвет шафрана» (2006) и «Дели-6» (2009).
В 2005 году, спустя более 40 лет после «Поездки», Вахида Рехман вновь встретилась на съёмочной площадке с Сумитрой Чаттерджи в фильме «Парк авеню 15» Апарны Сен.

## Фильмография
| Год  |   | Русское название                   | Оригинальное название              | Роль                          |
| ---- | - | ---------------------------------- | ---------------------------------- | ----------------------------- |
| 1955 | ф |                                    | Alibabhavum Narpathu Thirudargalum | танцовщица                    |
| 1955 | ф |                                    | Rojulu Marayi                      |                               |
| 1955 | ф |                                    | Jayasimha                          |                               |
| 1956 | ф | Детектив                           | C.I.D.                             | Камини                        |
| 1957 | ф | Жажда                              | Pyaasa                             | Гулабо                        |
| 1958 | ф | Шестнадцатый год                   | Solva Saal                         | Ладж                          |
| 1958 | ф | В полночь                          | 12 O'Clock                         | Бани Чодхари                  |
| 1959 | ф | Бумажные цветы                     | Kaagaz Ke Phool                    | Шанти                         |
| 1960 | ф | Чёрный рынок                       | Kala Bazar                         | Алка Синха                    |
| 1961 | ф | Королева красоты и король воров    | Roop Ki Rani Choron Ka Raja        |                               |
| 1961 | ф | Луна 14-й ночи                     | Chaudhvin Ka Chand                 | Джамила                       |
| 1962 | ф | Господин, госпожа и слуга          | Sahib Bibi Aur Ghulam              | Джаба                         |
| 1962 | ф | Сказка, рассказанная на ночь       | Baat Ek Raat Ki                    | Нила / Мина                   |
| 1962 | ф | Поездка                            | Abhijaan                           | Гулаби                        |
| 1963 | ф | Позвольте мне жить                 | Mujhe Jeene Do                     | Чамелиджан                    |
| 1963 | ф | Одно сердце — сто любовных историй | Ek Dil Sao Afsane                  | Сунита                        |
| 1964 | ф | Зачарованная                       | Shagoon                            | Гита                          |
| 1965 | ф | Святой                             | Guide                              | Рози Марко / Налини           |
| 1966 | ф |                                    | Dil Diya Dard Liya                 | Рупа                          |
| 1967 | ф | Рам и Шиам                         | Ram Aur Shyam                      | Анджана                       |
| 1967 | ф | Каменное сердце                    | Patthar Ke Sanam                   | Таруна                        |
| 1967 | ф | Третья клятва                      | Teesri Kasam                       | Хира Баи                      |
| 1968 | ф | Голубой лотос                      | Neel Kamal                         | Раджкумари Нил Камал / Сита   |
| 1968 | ф | Противостояние                     | Baazi                              |                               |
| 1968 | ф | Человек                            | Aadmi                              | Мина                          |
| 1969 | ф | Молчание                           | Khamoshi                           | медсестра Радха               |
| 1970 | ф | Горькая правда                     | Man Ki Aankhen                     | Гудди (Гита)                  |
| 1970 | ф |                                    | Dharti                             | Джвала / принцесса Читралекха |
| 1970 | ф | Война и любовь                     | Prem Pujari                        | Суман Мехра                   |
| 1971 | ф |                                    | Man Mandir                         | Кришна / Радха                |
| 1972 | ф | Жизнь, жизнь                       | Zindagi Zindagi                    | Мита Шарма                    |
| 1972 | ф | Сердце раджи                       | Dil Ka Raaja                       | Лакшми                        |
| 1972 | ф | Решма и Шера                       | Reshma Aur Shera                   | Решма                         |
| 1976 | ф | Правосудие                         | Aadalat                            | Радха                         |
| 1976 | ф | Любовь — это жизнь                 | Kabhi Kabhie - Love Is Life        | Анджали Малхотра              |
| 1978 | ф | Трезубец бога Шивы                 | Trishul                            | Шанти                         |
| 1980 | ф | Пламя ненависти                    | Jyoti Bane Jwala                   | Малти                         |
| 1980 | ф | Искупление / Вулкан                | Jwalamukhi                         | Савита Деви                   |
| 1982 | ф | Квартирант                         | Namkeen                            | Джоти                         |
| 1982 | ф | Преданный слуга                    | Namak Halaal                       | Савитридеви                   |
| 1982 | ф | Как спасти любовь?                 | Sawaal                             | Анджу                         |
| 1982 | ф | Божественная кара                  | Dharam Kanta                       | Радха Сингх                   |
| 1983 | ф | Жаждущие взоры                     | Pyaasi Aankhen                     |                               |
| 1983 | ф |                                    | Himmatwala                         | Савитри                       |
| 1983 | ф | Удивительный                       | Mahaan                             | Джанаки                       |
| 1983 | ф | Бубенчики                          | Ghungroo                           | Ранима                        |
| 1983 | ф | Носильщик                          | Coolie                             | Салма                         |
| 1984 | ф | Санни                              | Sunny                              | Гаятри                        |
| 1984 | ф | Факел                              | Mashaal                            | Судха Кумар                   |
| 1984 | ф | Змеиный бог                        | Maqsad                             | Шарда                         |
| 1986 | ф | Спасённый Богом                    | Allah-Rakha                        | адвокат Салма Анвар           |
| 1989 | ф | Чандни                             | Chandni                            | миссис Кханна                 |
| 1991 | ф | Мгновения любви                    | Lamhe                              | Даи Джа                       |
| 2002 | ф | Душевная близость                  | Om Jai Jagadish                    | Сарасвати Батра               |
| 2005 | ф | Вода                               | Water                              | Бхагавати                     |
| 2005 | ф | Я не убивал Ганди                  | Maine Gandhi Ko Nahin Mara         | Кханна                        |
| 2005 | ф | Парк авеню 15                      | 15 Park Avenue                     | мать                          |
| 2006 | ф | Луна в окружении звёзд             | Chukkallo Chandrudu                | бабушка Арджуна               |
| 2006 | ф | Цвет шафрана                       | Rang De Basanti                    | миссис Радход                 |
| 2009 | ф | Дели-6                             | Delhi-6                            | Аннапурна Мехра               |

## Награды и номинации
- 1963 — Номинирована Filmfare Award за лучшую женскую роль второго плана — «Господин, госпожа и слуга»[16]
- 1967 — Filmfare Award за лучшую женскую роль — «Святой» / «Экскурсовод»[17]
- 1968 — Номинирована Filmfare Award за лучшую женскую роль — «Рам и Шиам»[18]
- 1968 — Bengal Film Journalists' Association Awards за лучшую женскую роль в фильме на хинди — «Третья клятва»[19]
- 1969 — Filmfare Award за лучшую женскую роль — «Голубой лотос» / «Нилкамал»[20]
- 1971 — Номинирована Filmfare Award за лучшую женскую роль — «Молчание»[21]
- 1972 — Национальная кинопремия за лучшую женскую роль — «Решма и Шера»
- 1972 — Падма Шри за вклад в области кино
- 1977 — Номинирована Filmfare Award за лучшую женскую роль второго плана — «Любовь – это жизнь»[22]
- 1983 — Номинирована Filmfare Award за лучшую женскую роль второго плана — «Квартирант»[23]
- 1992 — Номинирована Filmfare Award за лучшую женскую роль второго плана — «Мгновения любви»[24]
- 1994 — Filmfare Award за пожизненные достижения
- 2011 — Падма Бхушан за вклад в области кино[25]
- 2013 — Индийский деятель столетия на Международном Индийском фестивале[26]